# Castell de Castellet (Castellet i la Gornal)
El castell de Castellet és un edifici de Castellet i la Gornal (Alt Penedès) declarat bé cultural d'interès nacional. El castell de Castellet fou construït al cim d'un turó al costat d'un meandre del riu de Foix, on actualment es troba l'embassament amb el mateix nom. Aquest turó es troba al vessant penedesenc de la carena litoral que forma part de l'extrem sud-oest del conjunt muntanyós format per l'Ordal i el Garraf. Servia per a controlar el sector oriental de la plana del Penedès; a l'altre extrem de la plana hi havia la fortificació de Castellvi de la Marca. S'hi albira des de la serra de Montmell fins a Montserrat.

## Descripció
Notable conjunt de torres rodones i quadradades amb alts murs de defensa. Fruit de la "restauració" feta a partir de l'any 1928. Té elements medievals (segles xi i xii) amb altres gòtics i molta part inventada. També guarda finestrals romànics i gòtics i merlets de coronament. Forma un conjunt fantasiós.
L'element més antic, la torre mestra, datada el segle xii, fa uns 5 m de diàmetre interior, el gruix dels murs és d'1,5 m i l'alçada d'uns 15 m. Els murs són fets de carreus rectangulars, força grans i ben arrenglerats. Hi ha diverses finestres acabades amb arc de mig punt. La porta devia estar situada en el mateix lloc que l'actual refeta (sud-oest).
La resta de les construccions sembla que s'han de datar en època posterior, algunes posterior al romànic. El mur orientat a est i acabat amb merlets i espitlleres rodones és datat al segle xiv per Monreal i Riquer. El mur formava part d'un clos sobirà en forma de "L" protegit per dues torres d'angle. Per sota del recinte hi ha un talús fet amb carreus grossos probablement del segle xiii que delimita un segon clos a la zona oriental. A la banda nord, un mur i una torre que formarien part d'un tercer clos. Al costat de la torre meridional, la porta d'entrada que actualment mostra un portal acabat amb arc de mig punt i un matacà.

## Història

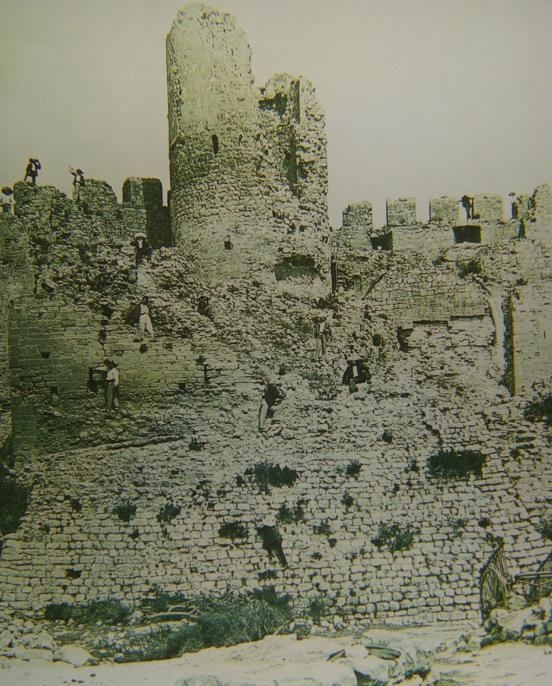
Castell de Castellet a principis de segle XX

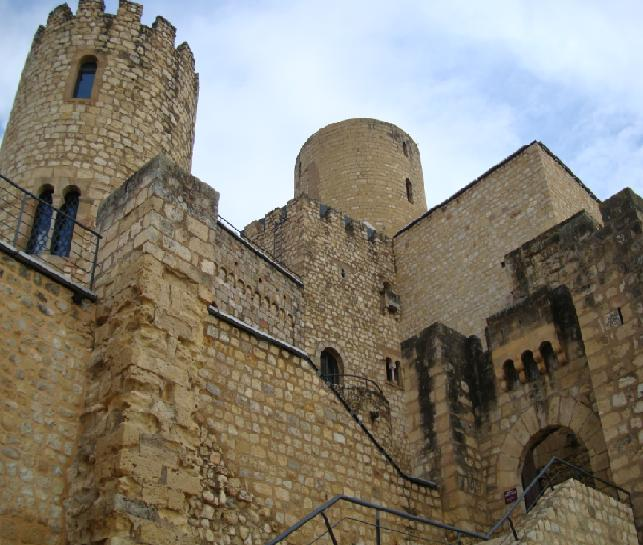
Castell de Castellet. Entrada (gener 2009)

El castell, que en aquest moment s'anomenava de Sant Esteve i era situat a la marca del comtat de Barcelona, s'esmenta per primera vegada l'any 977 quan el comte Borrell II el va vendre a Unifred Amat que hauria d'edificar murs i refer torres i després va passar als seus descendents. És documentat al llarg del segle x. Un document signat per Otger de Castellet (fill d'Unifred) l'any 1024 i el seu fill s'esmenta en una discussió de límits el 1037. El 1076 Rotland Bernat va vendre la meitat de la fortalesa al comte Ramon Berenguer I per 8.000 mancusos moneda semblant al dinar, l'antiga moneda musulmana d'or que s'havia començat a encunyar al final del segle VII i que va ser imitada fora dels territoris califals. Del segle xi es conserva el castell i la capella i del segle xiv són les torres quadrades, els portals i la barbacana del cantó oriental.
A principis del segle xii, Jordà de Santmartí, hereu del terme de Castellet, jurà fidelitat al comte de Barcelona per aquest castell i el 1132 es comprometé a no damnificar els honors del monestir de Sant Cugat que eren dins els límits del castell. Els Santmartí conservaren diversos drets al terme, almenys fins al segle xiii. El castell consta, l'any 1189, en el testament de Guillem V de Santmartí. El 1219, el rei Jaume I confirmà el dret que tenien Ferrer de Santmartí i els seus avantpassats sobre el castell de Castellet que era feu de la corona. Al mateix temps, entre els segles XII i XIV, la família Castellet posseí el castell en rerefeu i, de fet, el domini del terme. Els Castellet ocuparen càrrecs en l'administració reial i destacaren en la conquesta de la Catalunya Nova. L'últim membre d'aquest llinatge que va conservar el castell fou Blai de Castellet. Després passà a la corona i el rei Martí l'Humà el 1405 va vendre l'alta jurisdicció a Pere de Torrelles. Dels Torrelles passà als Desplà i d'aquests a Bernat de Requesens el 1460.
Durant la guerra civil de 1462 a 1472 fou pres per les tropes del rei conestable Pere IV de Catalunya, al final tornà als Requesens i finalment fou venut a Guillem de Peralta. Fou dels Aguilar el 1566, dels Icard i finalment dels Queralt, comtes de Santa Coloma que mantingueren els drets jurisdiccionals fins a l'abolició de les senyories l'any 1837.
El 1925 fou adquirit per l'arxiver Josep de Peray i March, que el va reconstruir entre els anys 1928 i 1929. A començament del segle xx, el castell estava molt ensorrat, amb la torre mestra mig enfonsada i restes de murs i estances, amb un edifici més modern en la part occidental. El 1928-1929 va ser restaurat i en algunes parts profundament refet de forma fantasiosa, molt apartada del seu estil primitiu.
Actualment, des de 2001 és propietat de la Fundació Abertis que el va comprar a l'Hospital de Nens de Barcelona i el va restaurar. La restauració va ser a càrrec de l'arquitecte Joan-Albert Adell.